# 천사와 벌레
천사와 벌레(Angels And Insects)는 미국에서 제작된 필립 하스 감독의 1995년 드라마, 멜로/로맨스 영화이다. 마크 라이런스 등이 주연으로 출연하였고 벨린다 하스 등이 제작에 참여하였다.

## 출연

### 주연
- 마크 라이런스
- 팻시 켄싯

### 조연
- 사스키아 위컴
- 크리스 라킨
- 더글라스 헨셀
- 아네트 배드랜드
- 크리스틴 스콧 토마스

## 제작진
- 원작자: A. S. 바이어트
- 미술: 제니퍼 켄크
- 의상: 폴 브라운
- 영화사: Playhouse International Pictur
- 영화사: Samuel Goldwyn Company